# Fusajirō Yamauchi
Fusajirō Yamauchi (山内 房治郎 Yamauchi Fusajirō?) (Kioto, 22 de noviembre de 1859-Kioto, 1 de enero de 1940), nacido como Fusajirō Fukui (福井 房治郎?) fue un emprendedor japonés, conocido por ser el fundador y primer presidente de Nintendo, originalmente una empresa de cartas hanafuda y posteriormente una importante compañía de videojuegos de alcance mundial. Yamauchi vivió en Kioto, Japón, donde también instaló la sede de su empresa. 
Fusajirō tiene relaciones familiares con todos los presidentes que ha tenido Nintendo, excepto con los 3 últimos, Satoru Iwata, Tatsumi Kimishima y Shuntaro Furukawa.

## Primeros años
Fusajirō Fukui nació el 22 de noviembre de 1859, como el hijo mayor de Sosuke Fukui. Trabajando en la Haiko Cement Company, Fukui recibiría el apellido Yamauchi al ser adoptado por Naoshichi Yamauchi en 1872.

## Carrera profesional
Fusajirō Yamauchi fundó su empresa el 23 de septiembre de 1889 como Nintendo Koppai (任天堂骨牌), una tienda de cartas de juego, en un momento en que el gobierno japonés prohibía jugar a las cartas en las manos del público, debido a que estaban atadas a juegos de azar, con la excepción de los naipes de Yamauchi. Gran culpa de este aumento de la demanda fue que estas barajas de hanafuda, gracias a su calidad, fueron adoptadas por los yakuza para sus partidas de cartas.
Por ello, Yamauchi se vio forzado a ampliar el negocio para satisfacer la demanda, que siguió aumentando con el tiempo, convirtiendo a Nintendo en una empresa muy próspera y conocida en todo el país en los años venideros. 
Otro de los hechos importantes durante su mandato, fue que en 1902 se convirtió en la primera empresa japonesa en fabricar y vender con éxito barajas occidentales (principalmente baraja inglesa).

## Jubilación y muerte
Fusajirō Yamauchi dejó la empresa en 1929, dejando a su yerno, Sekiryo Kaneda (cuyo nombre había cambiado a Sekiryo Yamauchi), a cargo de la empresa. Fusajirō no se involucró en el negocio por el resto de su vida, hasta que murió de un derrame cerebral el 1 de enero de 1940 en Kioto. El bisnieto de Fusajirō, Hiroshi Yamauchi, se hizo cargo de Nintendo en septiembre de 1949 y dirigió la empresa durante 53 años, transformándola de una empresa de juegos de cartas en una empresa multimillonaria de videojuegos y un conglomerado mundial.

## Vida personal
Tuvo una hija llamada Tei Yamauchi, mujer del sucesor de Yamauchi en la presidencia de Nintendo, Sekiryo Kaneda. Además, Fusajirō es el bisabuelo de Hiroshi Yamauchi, tercer presidente de la compañía de 1949 a 2002 y quien transformaría la empresa pasando del rubro de las cartas de juego a una importante compañía del área de los videojuegos y la electrónica.